# Ottone di Grecia
Ottone di Grecia, nato Ottone di Wittelsbach (in greco: Ὄθων, Βασιλεὺς τῆς Ἑλλάδος, Othon, Vasileus tes Ellados; Salisburgo, 1º giugno 1815 – Bamberga, 26 luglio 1867), principe di Baviera, divenne primo re di Grecia nel 1832, ai sensi della convenzione di Londra, secondo la quale la Grecia diveniva una nuova monarchia indipendente sotto la protezione delle grandi potenze (Regno Unito, Francia e Russia).

## Biografia

### Infanzia
Ottone nacque a Salisburgo, in Austria, secondo figlio del re Ludovico I di Baviera e di Teresa di Sassonia-Hildburghausen. Attraverso un suo antenato, il duca di Baviera Giovanni II di Baviera, Ottone poteva considerarsi erede dei re di Grecia della dinastia imperiale bizantina dei Comneni e dei Lascaris.

### Ascesa al trono greco

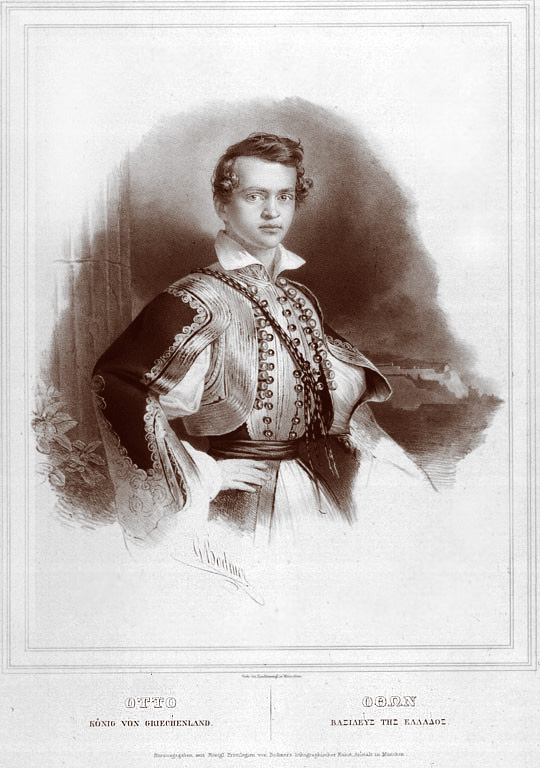
Re Ottone in uniforme ufficiale. I suoi ritratti portavano il suo nome in tedesco e in greco.

Una volta eletto re di Grecia, le grandi potenze realizzarono un patto con il padre di Ottone secondo il quale egli avrebbe dovuto salvaguardare i primi anni di regno del figlio ed evitare che scoppiassero dissapori ulteriori con l'Impero ottomano, insistendo affinché il nuovo monarca assumesse il titolo di "re di Grecia" e non quello di "re dei Greci", che avrebbe coinvolto anche i milioni di greci che si trovavano ancora sotto dominio turco. Non ancora diciottenne, il giovane re arrivò in Grecia con 3 500 uomini dell'esercito bavarese e tre consiglieri bavaresi a bordo di una fregata britannica, la HMS Madagascar. I tre consiglieri erano compresi nel consiglio di reggenza che aveva a capo il conte Josef Ludwig von Armansperg il quale, come ministro delle finanze, aveva recentemente rinsaldato i debiti della Baviera a costo della propria reputazione. Il Regno Unito e la banca Rothschild, che avevano imbastito interessi commerciali in Grecia, insistettero sulla strategia finanziaria di Armansperg. I greci si trovarono così a essere tassati ancora più che sotto il governo turco. 
Inoltre Ottone aveva mostrato poco rispetto per i costumi locali. In nome del cattolicesimo, aveva rifiutato di adottare l'ortodossia come religione di Stato, mostrandosi eretico agli occhi dei pii greci. I suoi eredi, comunque, si convertirono alla religione ortodossa secondo la costituzione del 1843.

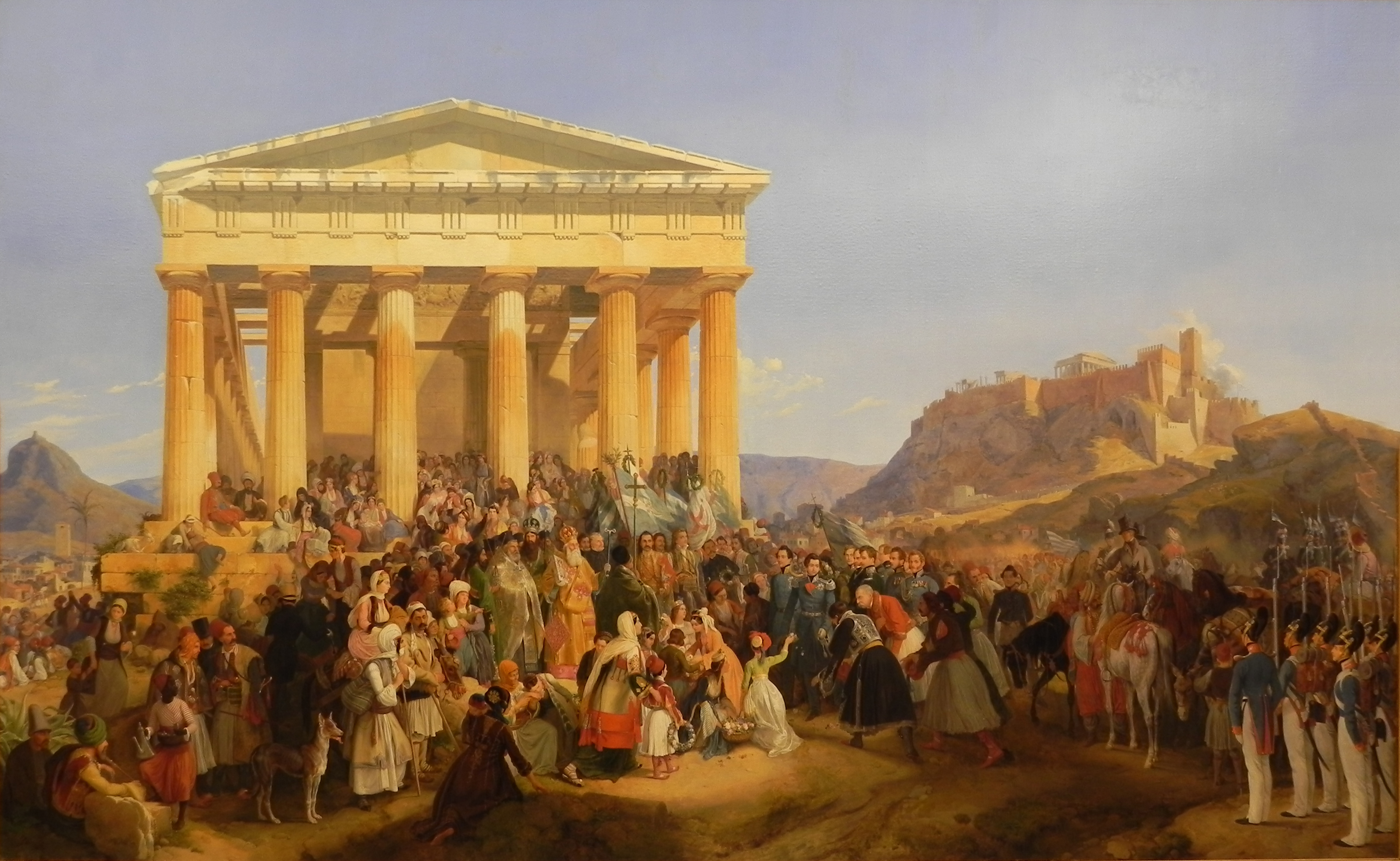
Ottone entra a Atene, Peter von Hess, 1833

I primi anni di regno di Ottone sono ricordati soprattutto per la riforma scolastica che comprese anche l'istituzione del Politecnico di Atene e il 3 maggio 1837, inoltre, fondò l'Università Nazionale Capodistriana di Atene, la prima università istituita nella Grecia moderna.
Nel 1837, Ottone si recò in Germania per sposare la duchessa Amalia di Oldenburg (1818-1875). Il matrimonio non si svolse in Grecia, ma a Oldenburg, il 22 novembre 1836; il matrimonio non diede eredi e la regina stessa venne vista come impopolare, straniera e come un intralcio al governo stesso. Insoddisfatto della moglie, egli (come del resto aveva fatto il padre) intraprese una relazione amorosa con Jane Digby.
Nel frattempo, Armansperg venne dimesso dalla carica di primo ministro dal re Ottone immediatamente al suo ritorno. Venne sostituito dal bavarese Ignaz von Rudhart e la costituzione venne nuovamente posposta. Il tentativo di Ottone di riconciliare l'animo dei greci col suo governo, lo portò ad esempio ad allargare i confini del proprio regno con la questione di Creta nel 1841, un tentativo di riconquista miseramente fallito che gli attirò le ire delle grandi potenze.

### Rapporti con i partiti, le finanze e la chiesa

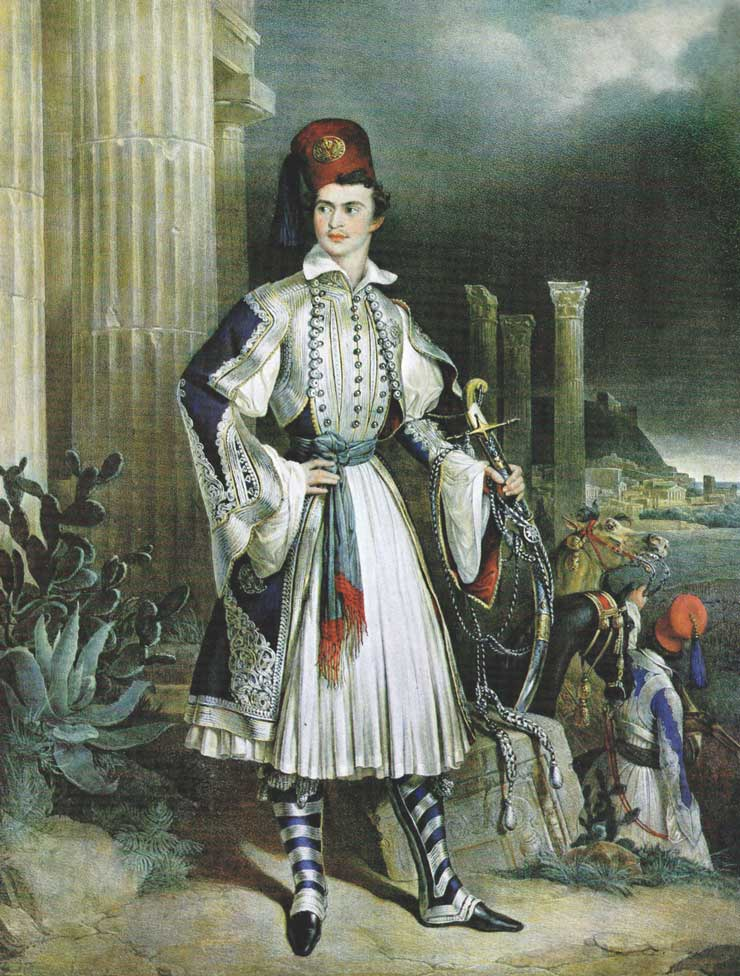
Un ritratto romantico di Ottone di Grecia in costume tipico locale tra le antiche rovine greche, di Gottlieb Bodmer

Durante il suo regno, il re Ottone si dovette confrontare con una serie di problematiche ricorrenti: i partiti greci, le finanze del regno e la Chiesa ortodossa.
I partiti greci dell'era ottoniana erano basati su due principi: l'attività politica dei diplomatici inglesi, francesi e russi e l'affiliazione della politica della Grecia alle figure di questi diplomatici.

Monogramma greco di re Ottone

L'incertezza delle finanze del regno di Grecia era dovuta a una serie di cause:
- la povertà del territorio greco;
- la concentrazione del terreno nelle mani di pochi "primati" benestanti come Petros Mavromichalis di Mani;
- il consistente prestito di 120 000 000 di franchi erogato dalle grandi potenze, che come tale le coinvolgeva apertamente nelle questioni di Stato.

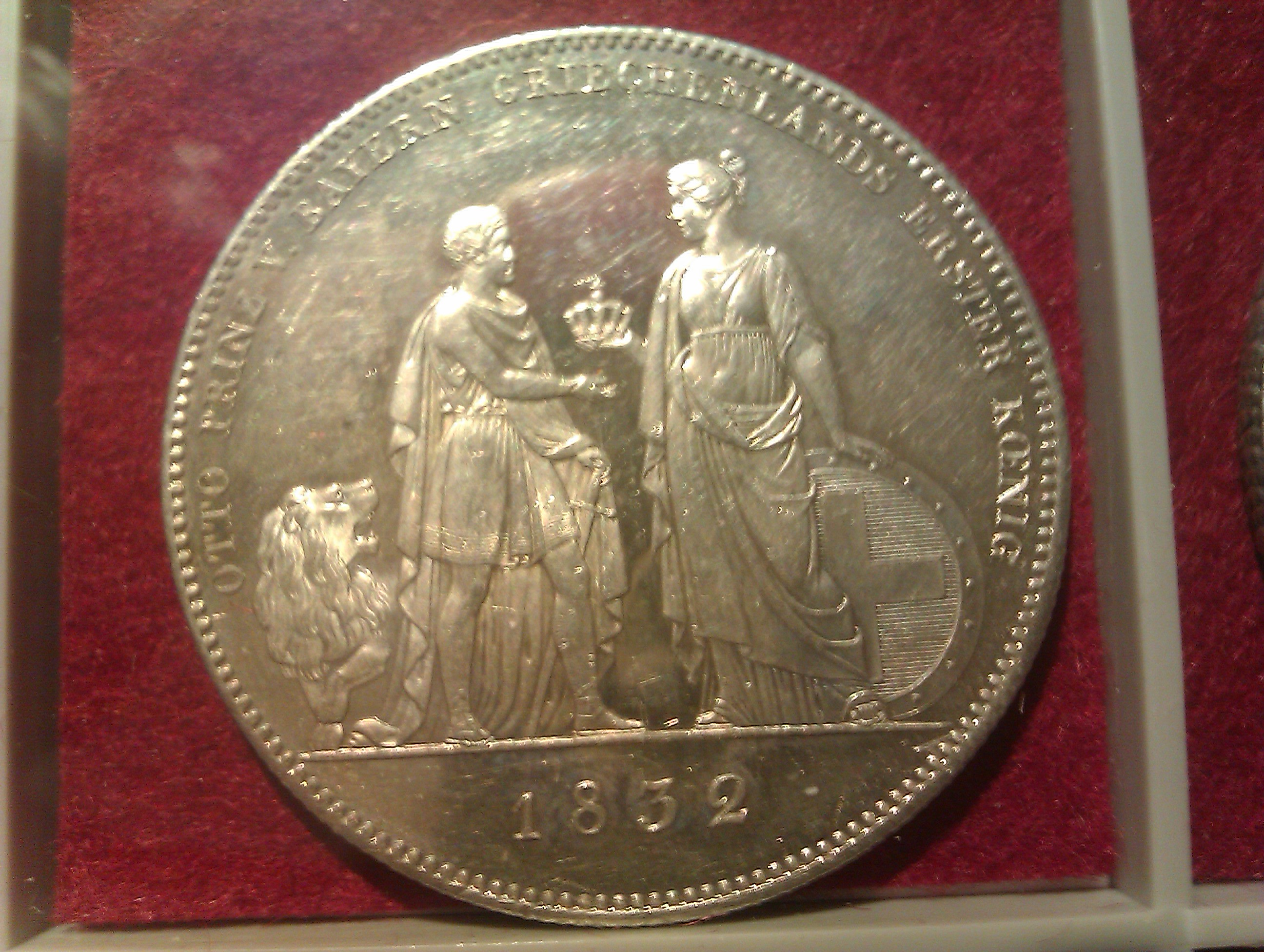
Tallero del Regno di Baviera commemorativo dell'ascesa al trono di Grecia, 1832

Le macchinazioni politiche delle grandi potenze vennero affidare a tre legati: il francese Theobald Piscatory, il russo Gabriel Catacazy e l'inglese Edmund Lyons. Essi avevano il compito di informare i rispettivi governi dei movimenti della Grecia.
Ottone cercò di interagire con la politica in modo da portare a sé le briglie del potere. I partiti, comunque, divennero la base fondamentale della stabilità politica e finanziaria e l'intenzione delle grandi potenze era quella di aumentarne l'importanza. Le grandi potenze, infatti, non supportarono mai le manifestazioni di assolutismo di Ottone.
Ottone si scontrò con una serie di problematiche religiose: autocefalia, monasticismo (il re come capo della chiesa) e la tolleranza verso altre religioni. I suoi ministri, Armansperg e Rudhart, stabilirono una politica controversa per tentare di sopprimere i monasteri. Questo andava contro gli interessi del partito filo-russo che proteggeva la Chiesa ortodossa. Dietro pressione dei primi ministri, Ottone acconsentì alla confisca dei beni dei monasteri. Nel 1833 venne proclamata ufficialmente l'autocefalia con la fondazione della Chiesa di Grecia tramite l'emanazione da parte del sovrano dello "Statuto ecclesiastico" il 27 luglio di quell'anno. Questo riconobbe "de facto" anche la situazione politica, dal momento che il patriarcato di Costantinopoli si trovava ancora sotto dominio turco. I conservatori (filo-russi) esercitavano pressioni per la rinuncia all'autocefalia della chiesa greca. La tolleranza era supportata dal partito filo-inglese che intendeva "educare" la Grecia come un moderno Stato europeo. Alla fine la questione religiosa cedette alle richieste del partito filo-russo, ma il re si riservò il diritto di veto sulle decisioni del sinodo dei vescovi greci. Nel 1852 l'autocefalia greca venne comunque ratificata dal Patriarcato di Costantinopoli.

### Rivoluzione di settembre e ultimi anni di regno
Come ricorda Thomas Gallant, Ottone cercò di mostrarsi un ferreo monarca assoluto, "...rude per essere temuto, non compassionevole per essere amato, incompetente per essere rispettato." Dal 1843 la sua figura politica era completamente compromessa e divenne necessario proclamare una costituzione. Inizialmente Ottone si rifiutò, ma presto le truppe tedesche vennero espulse dal regno e venne intrapreso un colpo di Stato. Il 3 settembre 1843, la fanteria comandata dal colonnello Dimitrios Kallergis e dal rispettato capitano rivoluzionario Ioannis Makriyannis, si insediò in una piazzaforte ad Atene.
Supportati anche dalla popolazione della capitale, i rivoluzionari rifiutarono di disperdersi sin quando il re non avesse concesso una costituzione, la quale avrebbe ammesso alcuni greci nel consiglio di reggenza, formando un'assemblea nazionale permanente guidata dai capi della rivoluzione. Rimasto con un piccolo seguito, ora che le truppe tedesche avevano lasciato il suolo greco, il re cedette ai compromessi e si accordò con il popolo, anche se molte obiezioni gli furono sollevate dalla consorte Amalia. Questa piazza venne rinominata piazza Syntagma (piazza della Costituzione), per commemorare gli eventi del settembre 1843. Ora, per la prima volta, il re doveva confrontarsi con partiti greci, che tendevano sempre più a scalzare quelli promossi dalle grandi potenze.
Il prestigio del re, che era prevalentemente basato sulla presenza delle grandi potenze, e in particolare dell'Inghilterra, si incrinò con l'"incidente di Don Pacifico" del 1850, quando il segretario degli esteri britannico Henry Temple inviò la flotta inglese a bloccare il porto del Pireo con navi da guerra, esigendo riparazione per l'ingiustizia che era stata riservata al Regno Unito nel commercio con la Grecia.
La "Megali Idea", il sogno dei greci di ristabilire l'Impero bizantino sotto il governo cristiano, iniziò a prendere vigore con la guerra di Crimea contro la Turchia nel 1853: l'impresa fu un insuccesso e, come risultato, le grandi potenze bloccarono una seconda volta il Pireo. Nel 1861 uno studente di nome Aristeidis Dosios, figlio del politico Konstantinos Dosios, tentò di assassinare la regina Amalia e venne apertamente acclamato come eroe. Il suo attentato, comunque, destò anche nuovi sentimenti di simpatia verso la coppia reale.

### Esilio e morte

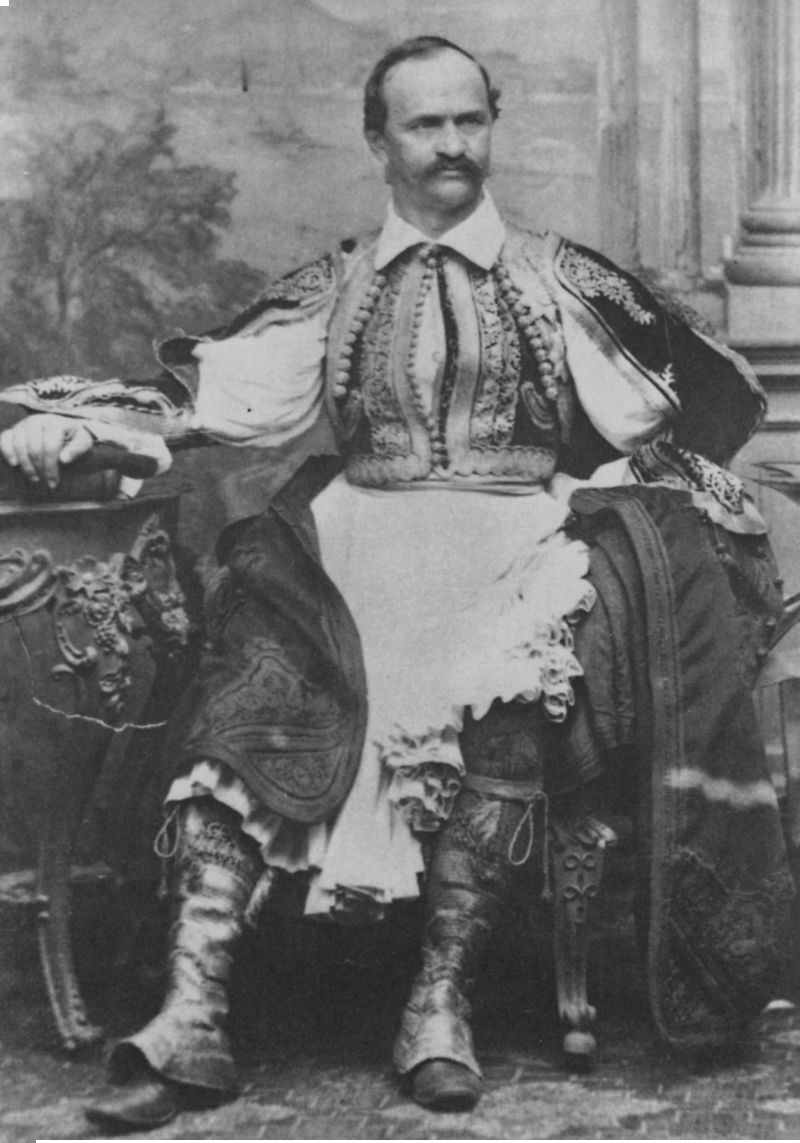
Ottone in esilio in Baviera due anni prima della sua morte

Durante una visita al Peloponneso, nel 1862, venne progettato un nuovo colpo di Stato e il governo provvisorio venne soppiantato da una convenzione nazionale. Gli ambasciatori delle grandi potenze si resero conto che il re non avrebbe potuto reggere ancora per molto una situazione di questo genere e lo invitarono a rifugiarsi su una nave da guerra inglese e a tornare in Baviera, nello stesso modo in cui era venuto in Grecia, portando con sé anche il tesoro reale che aveva portato dalla Baviera nel 1832.
Egli morì in esilio nella Residenza Nuova di Bamberga, in Germania, e venne sepolto nella chiesa dei Teatini di Monaco. Durante questo periodo, egli continuò a vestire l'uniforme regale; durante la ribellione di Creta contro l'Impero ottomano nel 1866, Ottone donò gran parte della propria fortuna per supportare la rivoluzione cretese in armi. Egli diede disposizioni che queste donazioni rimanessero segrete sino alla sua morte, per evitare problemi politici al nuovo re, Giorgio I.

## Ascendenza
|                                       |                                                 |                                                        | Genitori                                                              |  |  | Nonni |  |  | Bisnonni                                   |  |  | Trisnonni                                |  |
|                                       |                                                 |                                                        |                                                                       |  |  |       |  |  | Federico Michele di Zweibrücken-Birkenfeld |  |  | Cristiano III del Palatinato-Zweibrücken |  |
|                                       |                                                 |                                                        |                                                                       |  |  |       |  |  | Federico Michele di Zweibrücken-Birkenfeld |  |  | Cristiano III del Palatinato-Zweibrücken |  |
|                                       |                                                 | Carolina di Nassau-Saarbrücken                         |                                                                       |  |  |       |  |  | Federico Michele di Zweibrücken-Birkenfeld |  |  |                                          |  |
| Massimiliano I Giuseppe di Baviera    |                                                 |                                                        |                                                                       |  |  |       |  |  | Federico Michele di Zweibrücken-Birkenfeld |  |  |                                          |  |
|                                       |                                                 | Maria Francesca del Palatinato-Sulzbach                | Giuseppe Carlo del Palatinato-Sulzbach                                |  |  |       |  |  |                                            |  |  |                                          |  |
|                                       |                                                 | Maria Francesca del Palatinato-Sulzbach                | Giuseppe Carlo del Palatinato-Sulzbach                                |  |  |       |  |  |                                            |  |  |                                          |  |
|                                       |                                                 | Maria Francesca del Palatinato-Sulzbach                | Elisabetta Augusta Sofia del Palatinato-Neuburg                       |  |  |       |  |  |                                            |  |  |                                          |  |
| Ludovico I di Baviera                 |                                                 | Maria Francesca del Palatinato-Sulzbach                |                                                                       |  |  |       |  |  |                                            |  |  |                                          |  |
|                                       |                                                 | Giorgio Guglielmo d'Assia-Darmstadt                    | Luigi VIII d'Assia-Darmstadt                                          |  |  |       |  |  |                                            |  |  |                                          |  |
|                                       |                                                 | Giorgio Guglielmo d'Assia-Darmstadt                    | Luigi VIII d'Assia-Darmstadt                                          |  |  |       |  |  |                                            |  |  |                                          |  |
|                                       |                                                 | Giorgio Guglielmo d'Assia-Darmstadt                    | Carlotta Cristina Maddalena Giovanna di Hanau-Lichtenberg             |  |  |       |  |  |                                            |  |  |                                          |  |
| Augusta Guglielmina d'Assia-Darmstadt |                                                 | Giorgio Guglielmo d'Assia-Darmstadt                    |                                                                       |  |  |       |  |  |                                            |  |  |                                          |  |
|                                       |                                                 | Maria Luisa Albertina di Leiningen-Dagsburg-Falkenburg | Cristiano Carlo Reinardo di Leiningen-Dachsburg-Falkenburg-Heidesheim |  |  |       |  |  |                                            |  |  |                                          |  |
|                                       |                                                 | Maria Luisa Albertina di Leiningen-Dagsburg-Falkenburg | Cristiano Carlo Reinardo di Leiningen-Dachsburg-Falkenburg-Heidesheim |  |  |       |  |  |                                            |  |  |                                          |  |
|                                       |                                                 | Maria Luisa Albertina di Leiningen-Dagsburg-Falkenburg | Caterina Polissena di Solms-Rödelheim-Assenheim                       |  |  |       |  |  |                                            |  |  |                                          |  |
| Ottone I di Grecia                    |                                                 | Maria Luisa Albertina di Leiningen-Dagsburg-Falkenburg |                                                                       |  |  |       |  |  |                                            |  |  |                                          |  |
|                                       | Ernesto Federico III di Sassonia-Hildburghausen | Ernesto Federico II di Sassonia-Hildburghausen         |                                                                       |  |  |       |  |  |                                            |  |  |                                          |  |
|                                       | Ernesto Federico III di Sassonia-Hildburghausen | Ernesto Federico II di Sassonia-Hildburghausen         |                                                                       |  |  |       |  |  |                                            |  |  |                                          |  |
|                                       | Ernesto Federico III di Sassonia-Hildburghausen | Carolina di Erbach-Fürstenau                           |                                                                       |  |  |       |  |  |                                            |  |  |                                          |  |
| Federico di Sassonia-Altenburg        | Ernesto Federico III di Sassonia-Hildburghausen |                                                        |                                                                       |  |  |       |  |  |                                            |  |  |                                          |  |
|                                       |                                                 | Ernestina Augusta di Sassonia-Weimar                   | Ernesto Augusto I di Sassonia-Weimar                                  |  |  |       |  |  |                                            |  |  |                                          |  |
|                                       |                                                 | Ernestina Augusta di Sassonia-Weimar                   | Ernesto Augusto I di Sassonia-Weimar                                  |  |  |       |  |  |                                            |  |  |                                          |  |
|                                       |                                                 | Ernestina Augusta di Sassonia-Weimar                   | Sofia Carlotta di Brandeburgo-Bayreuth                                |  |  |       |  |  |                                            |  |  |                                          |  |
| Teresa di Sassonia-Hildburghausen     |                                                 | Ernestina Augusta di Sassonia-Weimar                   |                                                                       |  |  |       |  |  |                                            |  |  |                                          |  |
|                                       |                                                 | Carlo II di Meclemburgo-Strelitz                       | Carlo Ludovico Federico di Meclemburgo-Strelitz                       |  |  |       |  |  |                                            |  |  |                                          |  |
|                                       |                                                 | Carlo II di Meclemburgo-Strelitz                       | Carlo Ludovico Federico di Meclemburgo-Strelitz                       |  |  |       |  |  |                                            |  |  |                                          |  |
|                                       |                                                 | Carlo II di Meclemburgo-Strelitz                       | Elisabetta Albertina di Sassonia-Hildburghausen                       |  |  |       |  |  |                                            |  |  |                                          |  |
| Carlotta di Meclemburgo-Strelitz      |                                                 | Carlo II di Meclemburgo-Strelitz                       |                                                                       |  |  |       |  |  |                                            |  |  |                                          |  |
|                                       |                                                 | Federica Carolina Luisa d'Assia-Darmstadt              | Giorgio Guglielmo d'Assia-Darmstadt                                   |  |  |       |  |  |                                            |  |  |                                          |  |
|                                       |                                                 | Federica Carolina Luisa d'Assia-Darmstadt              | Giorgio Guglielmo d'Assia-Darmstadt                                   |  |  |       |  |  |                                            |  |  |                                          |  |
|                                       |                                                 | Federica Carolina Luisa d'Assia-Darmstadt              | Maria Luisa Albertina di Leiningen-Dagsburg-Falkenburg                |  |  |       |  |  |                                            |  |  |                                          |  |
|                                       |                                                 | Federica Carolina Luisa d'Assia-Darmstadt              |                                                                       |  |  |       |  |  |                                            |  |  |                                          |  |